# キルヤット・ガト
キルヤット・ガト (ヘブライ語: קִרְיַת גַּת‎)はイスラエル南部地区に位置する市である。テルアビブから56 km (35マイル)南、ベエルシェバから43 km (27 mi)北、ガザから45 km (28 mi) 、エルサレムから68 km (42 mi) の地点に位置する。 2016年時点で、人口は52,585人であった。

## 語源
キルヤット・ガトは、ペリシテ人の五大都市であるガトの名を冠している。ヘブライ語では、「ガト」は「ワイン絞り」を意味する。1950年代、考古学者が遺丘（テル・エラニ）の近くに遺跡を発見し、ペリシテ人の都市ガトと誤解した。今日、ガトの存在した場所として有力なのは、13km北東のテル・エス＝サフィである。

## 歴史

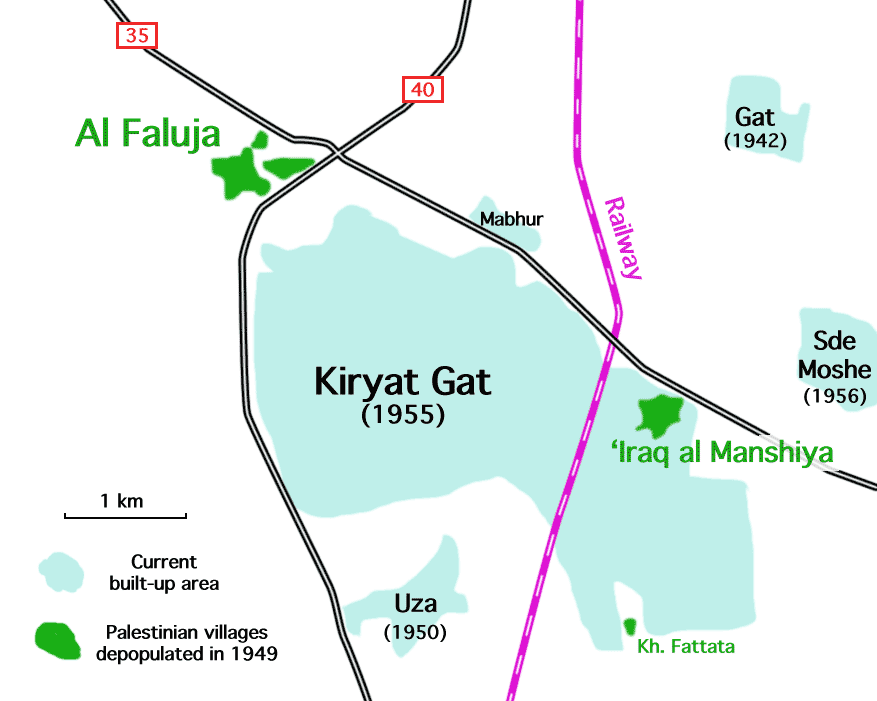
キルヤット・ガトの歴史的背景。

キルヤット・ガトは1954年に移民キャンプ（マアバロット）として設立された。その後、開拓村として、モロッコから移民してきた18家族によって開発が進められた。 設立された場所は、1948年の第一次中東戦争以降過疎化が進み廃墟化したパレスチナ系アラブ人のイラク・アルマンシアヤという集落の跡地のすぐ西側だった。 イラク・アルマンシアヤが元来あった場所は、現在キルヤット・ガトの開発地域内に取り込まれている。  キルヤット・ガトは規模拡張を続け、1992年には同じく廃墟化していたパレスチナ系アラブ人の集落であるアル・ファルージャのあった場所まで拡大していた。
1958年の時点では4,400人の住民が暮らしていたが、1969年には主に北アフリカから移住したユダヤ人によって人口は17,000人まで増加した。初期の経済はラキシュ地域での綿花、羊毛などの農業をベースとしていた。1972年12月、キルヤット・ガトは"市"に格上げされ、イスラエルの31番目の市となった。

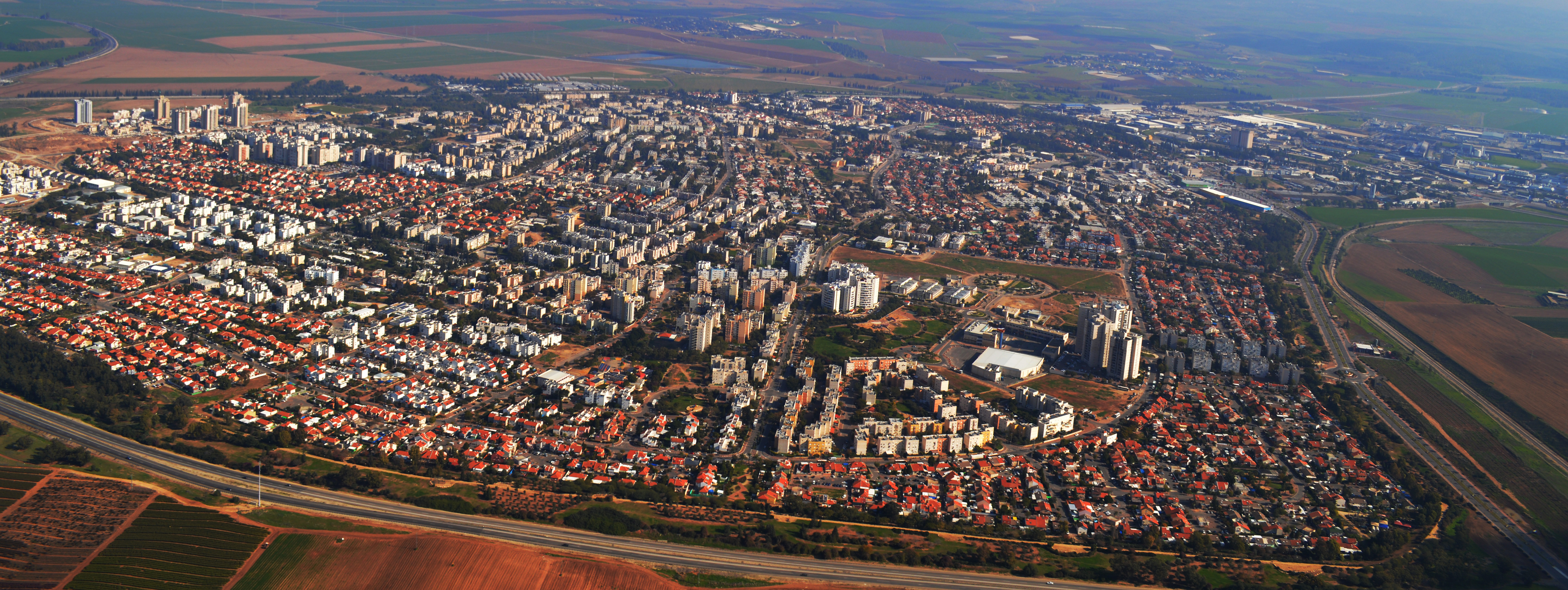
キルヤット・ガト市街の空撮。

1990年代は、ソビエトからのユダヤ人移民がイスラエルの町に大量に流入し、人口は1995年時点で42,500人まで増加した。 　市の東端にあるラビ工業地帯の開発と、公道6号線の開通により、市の経済はさらに発展を続けている。

## 市民
2012年、市民の93.8%をユダヤ人が占める。 当初、キルヤット・ガトの人口の大半はセファルディム、ミズラヒム系のユダヤ人であった。ソビエトからのユダヤ人移民が大量に流入して以降、住民の1/3が旧ソビエト連邦出身であると推測される。

## 経済
1990年代に閉鎖されるまでは、ポルガト織り工場が市内の主な働き口であった。1999年2月18日インテルがPentium 4やフラッシュメモリを製造するため、チップ製造工場を設置した。 Intel は工場の建設の際、イスラエル政府から5.25億ドルの助成を受けている。2006年2月、キルヤット・ガトの第二のIntelの工場が定礎。しかし、キルヤット・ガトの失業率はイスラエルでも有数の高さである。

## 交通

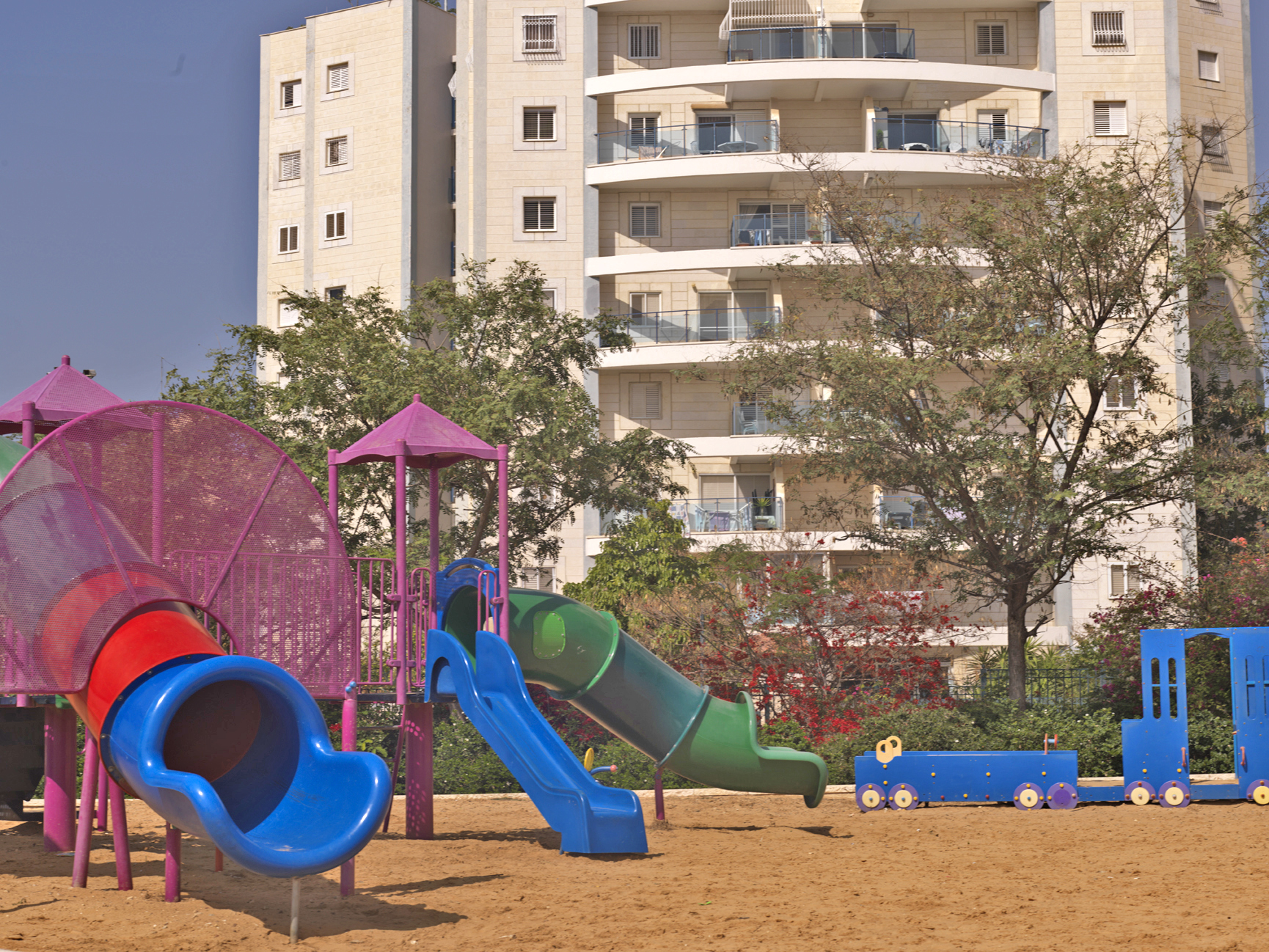
キルヤット・ガトのマンションと公園

イスラエル鉄道がテルアビブとベエルシェバ間を接続している。また、キルヤット・ガトは公道40号線公道6号線の主要道路の中間に位置している。

## 学校と教育
25の学校が存在し、生徒数は10676人。これらの学校の内訳は、18が小学校で生徒数5498人、13が高校で生徒数は5178人。2001年にキルヤット・ガトの高校を卒業した生徒の54.7%が大学進学資格を持っていた。市内には教育センター、科学センター、コンピュータ化図書館の他、工業、芸術、技術センターも存在する。 2012年、Kiryat Gatの高校生が、ノーベル物理学賞への第一歩を受賞した。

## 姉妹都市
- アメリカ合衆国、バッファロー (ニューヨーク州)(1977)[15]
- セルビア、クルセバク (1990)[16]

## 著名人

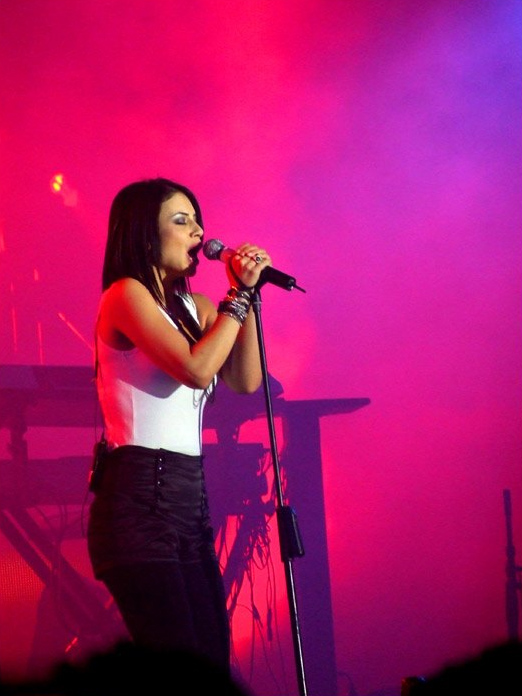
ニネト・タイブ

- タリ・ファヒマ（英語版） (1976年生まれ)、左翼活動家
- アディ・ネス（英語版）(1966年生まれ)、写真家
- ミリ・レジェブ (1965年生まれ)、政治家、元准将。2015年5月より、文化・スポーツ省の閣僚。
- ニネト・タイブ（英語版）(1983年生まれ)、歌手、女優